# Pena capital (película)
Pena capital (en danés: Henrettelsen; pronunciado //) es una película muda danesa dirigida por el fotógrafo Peter Elfelt, estrenada en 1903.